# Møysalen
Møysalen, 1 262 meter över havet, är det högsta berget på Hinnøya i Norge. Det är också det högsta berget i Lofoten och Vesterålen och det näst högsta berget på en ö i Norge, endast Langlitinden är högre. Kommungränsen mellan Sortlands och Lødingens kommuner går över berget och Hadsels kommun når en bit nedanför toppen.
Namnet Møysalen kommer från den karaktäristiska formen på bergsmassivet (møya betyder mö). Rakt söderut från själva toppen ligger de mindre topparna Lille Møya och Store Møya och berättelsen om Møysalen säger att detta är två trollflickor som blivit förstelnade. Själva toppen är antingen de två mörnas riddarsal eller taket på mörnas sal. 
Møysalen ligger i Møysalen nationalpark.